# The Sick, the Dying... and the Dead!
The Sick, the Dying... and the Dead! é o décimo sexto álbum de estúdio da banda de thrash metal americana Megadeth, realizado em 2 de setembro de 2022. É o primeiro álbum do Megadeth a contar com o baterista Dirk Verbeuren, seu último álbum com o guitarrista Kiko Loureiro e seu primeiro álbum de estúdio em seis anos desde Dystopia (2016), marcando o maior intervalo entre dois álbuns de estúdio na carreira da banda. O álbum foi produzido por Mustaine e Chris Rakestraw.
O trabalho em The Sick, the Dying... and the Dead! começou em 2019, mas enfrentou uma série de atrasos devido ao diagnóstico de câncer de garganta de Mustaine no mesmo ano, juntamente com a pandemia de COVID-19 em 2020. Em 2021, o baixista de longa data David Ellefson foi demitido do Megadeth após alegações de má conduta sexual. Suas partes de baixo foram removidas do álbum e regravadas pelo baixista do Testament, Steve DiGiorgio, enquanto o ex-baixista James LoMenzo voltou a se juntar à banda após a conclusão do álbum.
The Sick, the Dying... and the Dead! recebeu críticas geralmente positivas, com os críticos dizendo que o álbum continuou a trajetória definida por Dystopia. Ele estreou em terceiro lugar na Billboard 200 dos EUA com 48.000 unidades e é o álbum mais bem colocado do Megadeth no resto do mundo, alcançando o primeiro lugar na Finlândia, o segundo na Austrália, Polônia, Suíça e Escócia, e o terceiro no Reino Unido, entre outros. Foi classificado como o quarto melhor álbum de guitarra de 2022 pelos leitores da Guitar World. O single principal "We'll Be Back" foi indicado para Melhor Performance de Metal no 65º Grammy Awards.

## Antecedentes e produção
The Sick, the Dying... and the Dead! levou mais de dois anos para se materializar, com as sessões de gravação ocorrendo entre maio de 2019 e perto do final de 2021, o maior tempo que o Megadeth levou para gravar um álbum até este ponto. O lançamento do álbum foi adiado várias vezes. Originalmente, pretendia-se que fosse lançado em 2019, antes de seu lançamento definitivo em setembro de 2022.
Em 10 de maio de 2019, o Megadeth entrou em estúdio em Franklin, Tennessee, com o coprodutor Chris Rakestraw para começar a pré-produção do álbum. Em junho, a banda anunciou o cancelamento dos próximos shows, pois Mustaine havia sido diagnosticado com câncer na garganta; Apesar da doença de Mustaine, a banda prometeu continuar trabalhando no álbum. Em 6 de novembro de 2018, Mustaine compartilhou um vídeo no Twitter provocando uma faixa do álbum, que na época, estava originalmente programado para ser lançado no ano seguinte.
A banda voltou ao estúdio em Nashville em meados de 2020 para retomar a gravação de seu novo álbum, agora provisoriamente planejado para lançamento em 2021. Ao apresentar uma Masterclass "Front Row Live" para fãs via Zoom em 9 de janeiro de 2021, Mustaine anunciou o título do álbum como The Sick, the Dying... and the Dead!, mas indicou que o título pode estar sujeito a alterações.
Originalmente programado para ser lançado no início de 2022, o lançamento do álbum foi adiado por vários meses devido a problemas com a impressão e distribuição do vinil. Foi finalmente lançado em setembro de 2022.

### Demissão de Ellefson
Em 10 de maio de 2021, vídeos sexualmente explícitos do baixista David Ellefson se masturbando foram postados no Twitter. Os vídeos teriam sido gravados por um fã com quem Ellefson estava se correspondendo. Acusações de aliciamento infantil foram inicialmente levantadas contra Ellefson, embora ambas as partes negassem isso. A fã alegou publicamente que era uma adulta consentida. Ellefson posteriormente contatou as autoridades para buscar acusações de pornografia de vingança contra a parte responsável pelo vazamento dos vídeos e apresentou à polícia evidências relacionadas às alegações.
Uma declaração oficial divulgada no dia seguinte pelo Megadeth afirmou que a situação estava sendo "observada de perto". Em 24 de maio, o Megadeth divulgou uma declaração anunciando que Ellefson estava fora da banda, dizendo que o escândalo havia prejudicado seu relacionamento e tornado "o trabalho conjunto impossível de seguir em frente". Suas partes de baixo já gravadas foram posteriormente removidas do álbum e regravadas por Steve DiGiorgio do Testament. O ex-baixista James LoMenzo, que Ellefson substituiu em 2010, voltou ao Megadeth em turnê em agosto antes de se tornar um membro oficial em maio de 2022.

## Músicas
"Night Stalkers" apresenta o rapper Ice-T nos vocais e "é sobre o 160º Batalhão do Exército dos EUA, e são todos os helicópteros de operações secretas que entram à noite". "Killing Time" foca em uma ex-namorada de Mustaine. O primeiro clipe lançado do álbum (que foi lançado pela Cameo) foi intitulado "Life in Hell".
De acordo com Mustaine, "Dogs of Chernobyl" não é sobre a invasão russa da Ucrânia, mas "é uma canção de amor". Antes da produção do álbum, Mustaine havia sido diagnosticado com câncer de garganta. Ele revelou que seu radiologista responsável contribuiu com "algumas frases e algumas informações sobre o envenenamento por radiação quando todos ficaram doentes em Chernobil" para a letra da música.
Duas covers são apresentadas em várias edições do álbum. Sammy Hagar aparece em um cover de sua música solo, "This Planet's on Fire". "Police Truck" é um cover mais pesado da música do Dead Kennedys.

## Lançamento
O site sickdyingdead.com foi lançado em 20 de junho de 2022 para promover o álbum.
Em dezembro de 2022, seis singles foram lançados do álbum. O primeiro, "We'll Be Back", foi lançado por meio de serviços de streaming em 23 de junho, com "Night Stalkers" em 22 de julho.
O terceiro single a ser lançado foi "Solider On!" em 12 de agosto. A faixa-título foi lançada como single em 2 de setembro, mesmo dia do álbum.

## Recepção crítica
| Críticas profissionais | Críticas profissionais |
| Pontuações agregadas   | Pontuações agregadas   |
| Fonte                  | Avaliação              |
| ---------------------- | ---------------------- |
| Metacritic             | 78/100                 |
| Avaliações da crítica  |                        |
| Fonte                  | Avaliação              |
| AllMusic               | [ 29 ]                 |
| Blabbermouth.net       | [ 30 ]                 |
| Kerrang!               | [ 31 ]                 |
| Metal Hammer           | [ 32 ]                 |
| Sputnikmusic           | [ 33 ]                 |

The Sick, the Dying... and the Dead! recebeu críticas favoráveis e detém uma classificação Metacritic de 78/100. Dom Lawson do Blabbermouth.net avaliou o álbum com 9 de 10 e escreveu: "Isso significa que Dave Mustaine está bem ciente de quão letal o Megadeth é, por volta de 2022. Este é facilmente o melhor álbum da banda desde Endgame... possivelmente até Countdown To Extinction. O velho diabo rabugento está de volta em sua melhor forma e fazendo música que vai lembrá-lo exatamente por que amamos o velho diabo rabugento em primeiro lugar."

## Faixas
Todas as letras são escritas por Dave Mustaine, exceto "Dogs of Chernobyl" por Mustaine e Tony Cmelak. Todas as músicas são escritas por Mustaine e Kiko Loureiro, exceto onde indicado.
| N.º            | Título                                 | Música                      | Duração |  |
| 1.             | "The Sick, the Dying... and the Dead!" | Mustaine                    | 5:04    |  |
| 2.             | "Life in Hell"                         | Mustaine Dirk Verbeuren     | 4:12    |  |
| 3.             | "Night Stalkers" (ft. Ice-T)           | Mustaine Loureiro Verbeuren | 6:38    |  |
| 4.             | "Dogs of Chernobyl"                    |                             | 6:14    |  |
| 5.             | "Sacrifice"                            |                             | 4:08    |  |
| 6.             | "Junkie"                               | Mustaine                    | 3:39    |  |
| 7.             | "Psychopathy"                          |                             | 1:20    |  |
| 8.             | "Killing Time"                         |                             | 5:13    |  |
| 9.             | "Soldier On!"                          | Mustaine                    | 4:54    |  |
| 10.            | "Célebutante"                          |                             | 3:51    |  |
| 11.            | "Mission to Mars"                      |                             | 5:24    |  |
| 12.            | "We'll Be Back"                        |                             | 4:29    |  |
| Duração total: | Duração total:                         | Duração total:              | 55:10   |  |

| Faixas bônus da edição digital |                                                                                                |                           |         |  |
| N.º                            | Título                                                                                         | Compositor(es)            | Duração |  |
| 1.                             | "Police Truck" (cover do Dead Kennedys) (faixa bônus exclusiva do Japão)                       | Jello Biafra East Bay Ray | 2:29    |  |
| 2.                             | "This Planet's on Fire (Burn in Hell)" (cover de Sammy Hagar, com participação de Sammy Hagar) | Sammy Hagar               | 5:04    |  |
| Duração total:                 | Duração total:                                                                                 | Duração total:            | 62:39   |  |

| Faixas bônus exclusivas do CD EMP e Target | |                |         |  |
| N.º                                        | Título                                                                                               | Compositor(es) | Duração |  |
| 1.                                         | "This Planet's on Fire" (gravação de estúdio; cover de Sammy Hagar, com participação de Sammy Hagar) | Hagar          | 5:04    |  |
| 2.                                         | "The Conjuring" (ao vivo; rotulado incorretamente como "Dystopia" na lista de faixas do álbum)       | Mustaine       | 5:49    |  |
| Duração total:                             | Duração total:                                                                                       | Duração total: | 66:02   |  |

## Créditos e pessoal

#### Megadeth
- Dave Mustaine – vocais, guitarras, baixo adicional[34]
- Kiko Loureiro – guitarras, flauta em "Night Stalkers"[35]
- Dirk Verbeuren – bateria

#### Músicos adicionais
- Steve DiGiorgio – baixo
- Ice-T – vocalista convidado em "Night Stalkers"
- Sammy Hagar – vocalista convidado em "This Planet's on Fire"
- Brandon Ray – vocais adicionais nas faixas 1, 2, 5, 6, 8–12
- Eric Darken – percussão nas faixas 1–3, 5–12
- Roger Lima – teclados nas faixas 1–9, 11, efeitos nas faixas 1–3, 5–9, 11
- Luliia Tikhomirova – vocal em "Dogs of Chernobyl"
- Bill Elliot – vocal em "Junkie"
- John Clement – vocal nas faixas 9, 11
- The Marching Metal Bastards – vocais em "Soldier On!"
- Maila Kaarina Rantanen – vocal em "Mission to Mars"

#### Técnica
- Dave Mustaine – co-produção, engenharia, conceito da arte
- Chris Rakestraw – co-produção, engenharia
- Lowell Reynolds – engenheiro assistente
- Maddie Harmon – engenheiro assistente
- Rick West – técnico de bateria
- Josh Wilbur – mixagem
- Ted Jensen – masterização
- Brent Elliott White – arte da capa
- Josh Graham – arte, design, layout
- Mcabe Gregg – fotografia

## Tabelas Musicais

### Tabelas semanais
| Tabela (2022)                                | Posição |
| -------------------------------------------- | ------- |
| Austrália (ARIA)                             | 2       |
| Áustria (Ö3 Austria Top 40)                  | 8       |
| Bélgica (Ultratop Flandres)                  | 7       |
| Bélgica (Ultratop Valônia)                   | 4       |
| Canadá (Billboard)                           | 11      |
| República Tcheca (ČNS IFPI)                  | 46      |
| Danish Vinyl Albums (Hitlisten)              | 3       |
| Países Baixos (Dutch Charts)                 | 7       |
| Finnish Albums (Suomen virallinen lista)     | 1       |
| França (SNEP)                                | 12      |
| Alemanha (Offizielle Deutsche Charts)        | 6       |
| Grécia (IFPI)                                | 18      |
| Hungria (MAHASZ)                             | 8       |
| Irlanda (Official Irish Albums)              | 25      |
| Itália (FIMI)                                | 15      |
| Japão (Oricon)                               | 10      |
| Japanese Digital Albums (Oricon)             | 14      |
| Japanese Hot Albums (Billboard Japan)        | 13      |
| Nova Zelândia (RMNZ)                         | 24      |
| Noruega (VG-lista)                           | 9       |
| Polónia (ZPAV)                               | 2       |
| Portugal (AFP)                               | 6       |
| Escócia (Official Scottish Albums)           | 2       |
| Espanha (PROMUSICAE)                         | 8       |
| Suécia (Sverigetopplistan)                   | 9       |
| Swedish Hard Rock Albums (Sverigetopplistan) | 1       |
| Suíça (Schweizer Hitparade)                  | 2       |
| Reino Unido (Official Albums Chart)          | 3       |
| Reino Unido (UK Rock & Metal Albums)         | 1       |
| Estados Unidos (Billboard 200)               | 3       |
| Estados Unidos (Top Alternative Albums)      | 1       |
| Estados Unidos (Top Rock Albums)             | 1       |
| Estados Unidos (Top Hard Rock Albums)        | 1       |
| Estados Unidos (Top Tastemaker Albums)       | 1       |